# Balatonfűzfő
Balatonfűzfő (hongrois : Balatonfűzfő [ˈbɒlɒtonˌfyzføː]) est une localité hongroise située dans le comitat de Veszprém, au bord du lac Balaton.

## Site et localisation

### Aires faunistiques et floristiques
La ville est également connue pour son séquoia géant (Sequoiadendron giganteum), planté à proximité immédiate du centre culturel. Cette espèce rare dans la région constitue un repère botanique remarquable, emblématique de la volonté d'ornementation des espaces publics à l'époque industrielle.
Par ailleurs, le site en belvédère du haut de Fűzfő offre un paysage boisé qui surplombe le lac, participant à la richesse paysagère de la commune.

## Histoire
Le territoire de Balatonfűzfő est habité depuis l'Antiquité, comme en témoignent plusieurs vestiges archéologiques datant de l'époque romaine. La localité médiévale de Máma, considérée comme l'ancêtre de la ville actuelle, apparaît pour la première fois dans une charte de donation rédigée en grec vers l'an 990, par laquelle le roi Étienne Ier l'attribue au monastère de religieuses de Veszprémvölgy. Le village aurait déjà existé à l'époque de la conquête magyare.
Lors de l'invasion mongole de 1242, le village et son église sont vraisemblablement détruits. Un nouveau sanctuaire dédié à saint Ladislas est attesté dès 1292. Máma fut probablement abandonnée au début du XVIIIe siècle, au cours de la guerre d'indépendance de Rákóczi, et ne fut pas réoccupée. Des documents de 1761 signalent encore la présence d'un ermite auprès des ruines du temple, qui subsistent aujourd'hui dans le quartier de Jókai utca et servent de cadre à des célébrations symboliques.
La renaissance de Balatonfűzfő commence au début du XXe siècle, avec la construction du chemin de fer Budapest–Tapolca (1909), puis surtout avec l'implantation d'une usine de poudres en 1922, transférée depuis Magyaróvár. Cette activité industrielle entraîne la création d'un lotissement ouvrier et attire de nouveaux habitants. En 1927, une papeterie (Hazai Papírgyár Rt.) vient compléter le complexe, suivi d'autres installations, dont le centre culturel (1940) et un complexe sportif moderne (1950), financés par l'entreprise chimique Nitrokémia, héritière de la première usine de poudres. Cette société, créée en 1928, a marqué durablement le développement industriel, urbanistique et social de Balatonfűzfő, en constituant pendant plusieurs décennies le principal employeur et moteur d’aménagement du territoire communal.
En parallèle, un développement touristique prend forme dès les années 1920 autour d'un quartier balnéaire, avec plage, villas, activités de voile et bains. L'urbanisation s'accélère dans l'après-guerre grâce aux lotissements ouvriers, à la construction de logements sociaux et à la mise en place d'équipements collectifs.
Balatonfűzfő devient une commune autonome en 1958, en intégrant des territoires détachés de Vörösberény, Papkeszi, Királyszentistván et Balatonkenese. L'agglomération se développe autour de trois noyaux aux fonctions distinctes : industriel, résidentiel et touristique. La commune est érigée en ville en l'an 2000.
Depuis les années 1990, le recul des nuisances industrielles a permis un regain d'activité touristique, avec la création d'un port de plaisance, d'une piste de luge sur rail, de nouveaux parcs, promenades et équipements hôteliers. Balatonfűzfő est jumelée depuis 2006 à la ville irlandaise de Donegal, située elle aussi sur une baie.

## Population

### Minorités culturelles et religieuses
Lors du recensement de 2011, 87,9 % des habitants de Balatonfűzfő se déclaraient hongrois, 1,6 % allemands et 0,2 % roms ; 11,9 % des personnes interrogées n'ont pas déclaré d'appartenance ethnique. Sur le plan religieux, 34,9 % se disaient catholiques romains, 10,7 % réformés, 1,7 % luthériens, 0,2 % gréco-catholiques, tandis que 22,1 % se déclaraient sans confession ; 29,4 % n'ont pas répondu.
Selon les données du recensement de 2022, 88,2 % des habitants se déclaraient hongrois, 1,5 % allemands, 0,3 % roms, 0,3 % roumains, 0,2 % ukrainiens, 0,2 % slovaques, 0,1 % croates, et 3,2 % affiliés à une autre nationalité étrangère. Le taux de non-réponse était de 11,4 %, et le total peut dépasser 100 % en raison des identités multiples. Sur le plan religieux, 25,1 % se disaient catholiques romains, 9,7 % réformés, 1,2 % luthériens, 0,4 % gréco-catholiques, 0,1 % israélites, 0,1 % orthodoxes, 1,1 % autres chrétiens et 0,7 % autres catholiques. Les personnes sans confession représentaient 17,4 % de la population, et 44 % n'ont pas déclaré de religion.

## Équipements

### Vie culturelle

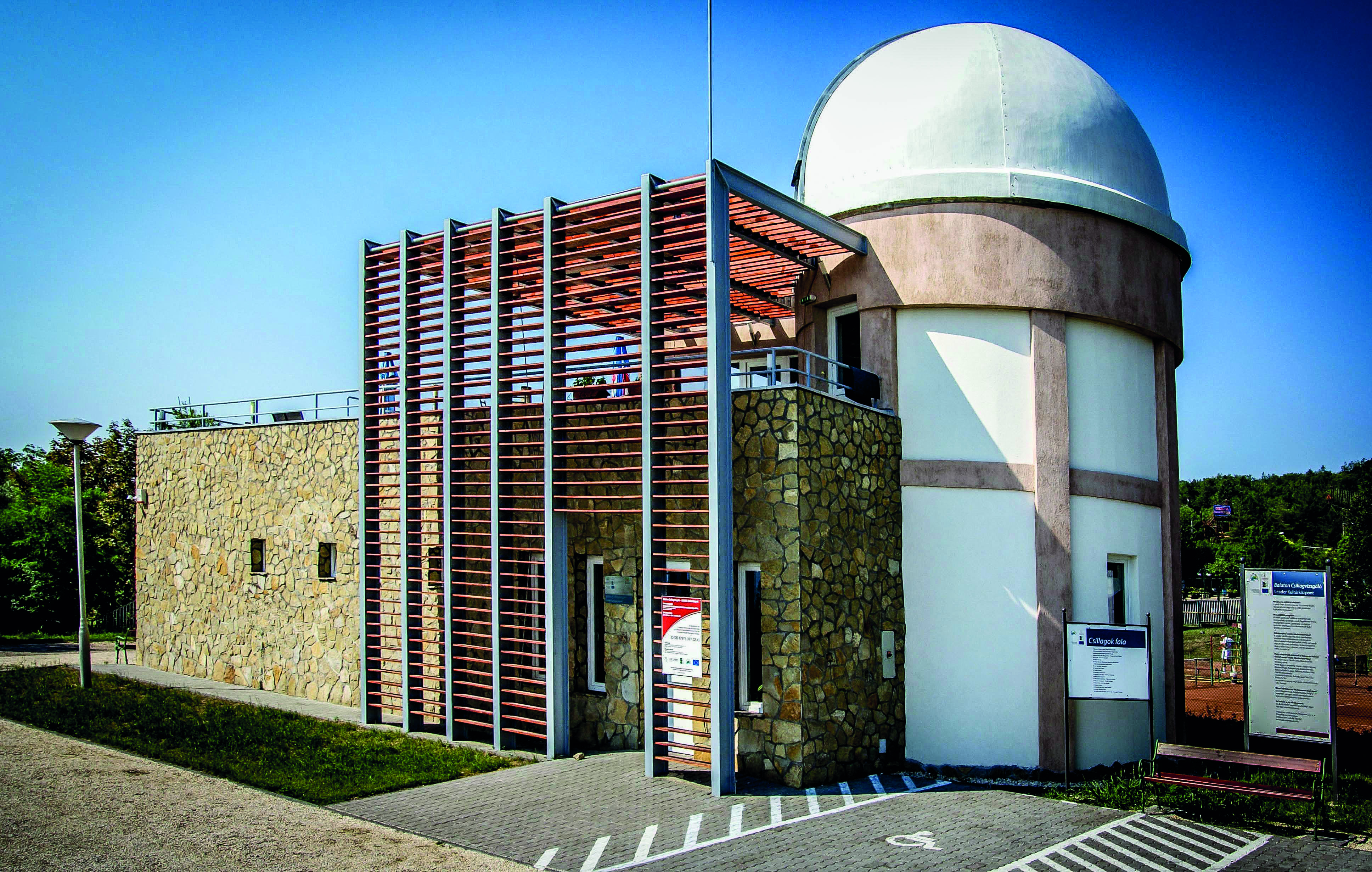
Le centre culturel et observatoire astronomique du Balaton.

Le centre culturel construit en 1940 grâce au soutien de l'entreprise Nitrokémia, témoigne de l'importance accordée à l'encadrement social et culturel des travailleurs.
Adossé au centre, le Balaton Csillagvizsgáló, un observatoire astronomique local, contribue à la vulgarisation scientifique et à l’éducation du public, notamment à travers des soirées d’observation et des animations pédagogiques.

### Réseaux extra-urbains
Balatonfűzfő est aisément accessible par la route. Elle est desservie par la route nationale 71, qui longe toute la rive nord du lac Balaton, ainsi que par la route rapide 710 contournant Balatonkenese. La route 72 relie la ville à Veszprém et à la route nationale 8. À sa limite nord, deux routes secondaires bifurquent : la 7213 vers Papkeszi et Balatonkenese, et la 7216 qui traverse brièvement Balatonfűzfő depuis le sud de Litér jusqu'à Sóly via Királyszentistván.
La ville est également desservie par le chemin de fer, via la ligne Börgönd–Szabadbattyán–Tapolca. Toutefois, tous les trains longue distance ne marquent pas l'arrêt à la gare de Balatonfűzfő, située au sud-sud-ouest du centre-ville. D'anciens embranchements ferroviaires subsistent par endroits, notamment près des anciens sites industriels, indépendants de la ligne principale. Ces infrastructures ferroviaires étaient historiquement reliées à la ligne Lepsény–Hajmáskér.

## Patrimoine local

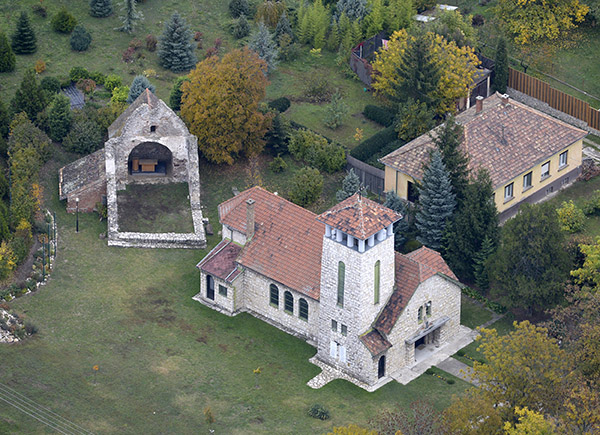
L'église catholique du Sacré-Cœur de Jésus.

Balatonfűzfő conserve plusieurs témoins de son passé médiéval et de son développement au XXe siècle. À l'est de la ville, les ruines de l'église de Máma, datée du XIIIe siècle et dédiée à saint Ladislas, rappellent l'existence du village disparu qui précéda l'urbanisation moderne du site. Ce lieu de mémoire fait l'objet de commémorations symboliques.
Parmi les édifices religieux, l'église catholique du Sacré-Cœur de Jésus a été édifiée dans l'entre-deux-guerres pour desservir la population du quartier industriel.

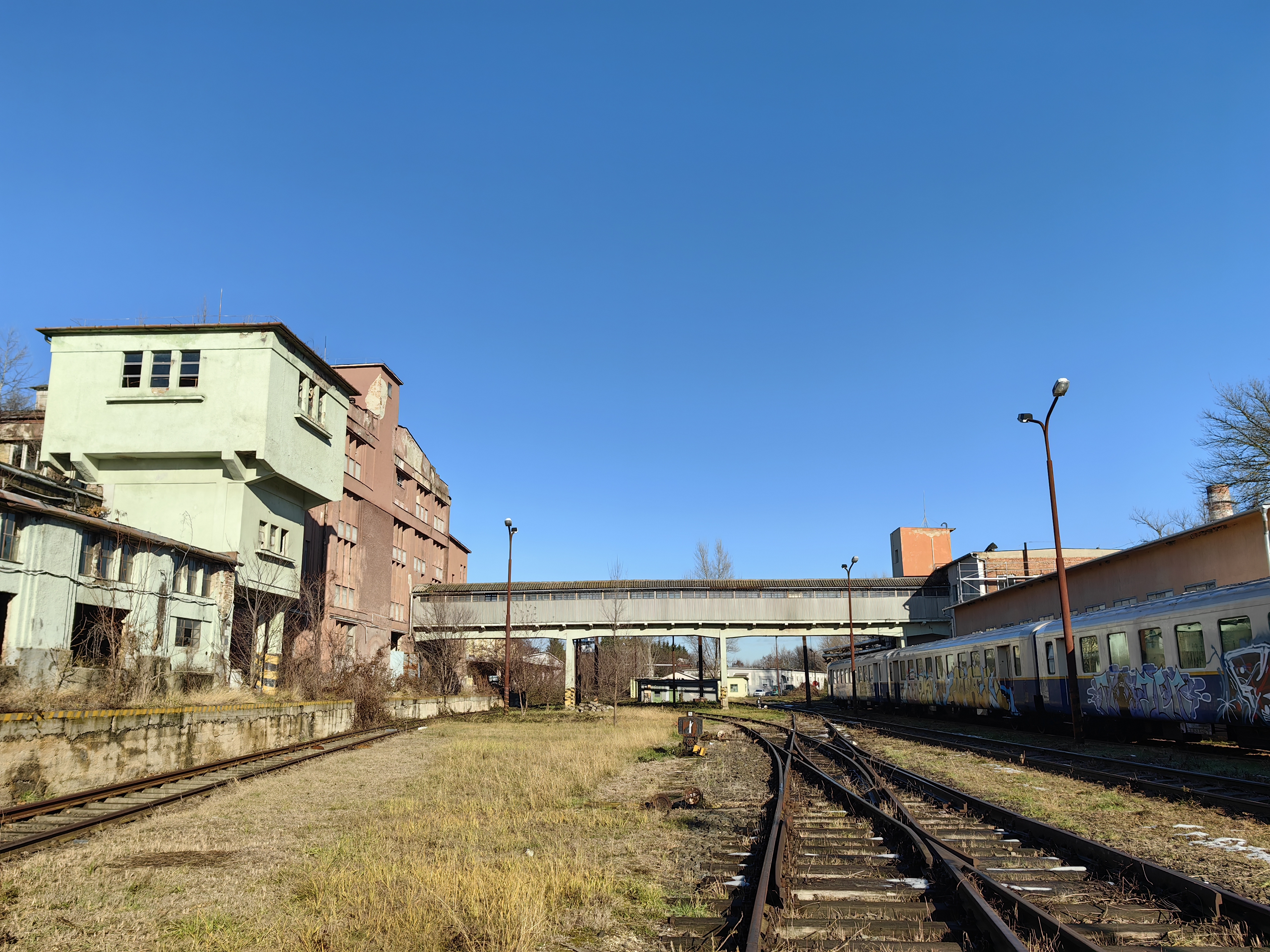
La friche industrielle de l'ancienne papèterie.

Le patrimoine résidentiel comprend également plusieurs villas balnéaires des années 1920-1930, situées dans le quartier de Fűzfőfürdő (rues Béla Bartók, Mór Jókai et Felsővillasor), construites lors du premier essor touristique de la ville. À cela s'ajoute le lotissement ouvrier de Fűzfőgyártelep, typique de l'urbanisme industriel de l'époque.
Le bâti scolaire comprend un édifice représentatif du programme de modernisation éducative lancé par Kuno Klebelsberg dans les années 1920.
Enfin, subsiste un vestige atypique de l'histoire industrielle locale : le site désaffecté d'une centrale souterraine construite à des fins militaires, surnommée localement Szellem Erőmű (« la centrale fantôme »), dont les installations ont été démontées après 1990.

## Vie sportive
Le plus ancien club sportif de la ville est le Fűzfői Atlétikai Klub, fondé dans l'entre-deux-guerres. Il constitue depuis plusieurs décennies un pilier de la vie sportive locale, avec des sections successives dédiées à l'athlétisme, au football, au tir sportif ou encore à la voile.
Le développement industriel de la commune, notamment autour de la société Nitrokémia, a permis dès les années 1950 la création d'équipements sportifs modernes, aujourd'hui encore utilisés. Balatonfűzfő dispose ainsi d'une piscine couverte apte à accueillir des compétitions nationales, de terrains de sport extérieurs, et d'un club de tir ayant formé plusieurs athlètes de niveau national. L'activité nautique est également bien implantée, avec un port de plaisance et des installations pour la navigation de plaisance et la voile de compétition.
La ville est dotée d'une piste de luge sur rail (BOB²), en fonctionnement toute l'année.

## La localité dans les représentations
Balatonfűzfő est mentionnée de manière incidente dans le roman humoristique L'Homme qui a tué un homme qui avait tué un homme – ou 101 cadavres à Dramfjord (A férfi, aki megølt egy férfit, aki megølt egy férfit – avagy 101 hulla Dramfjordban), écrit par le comédien et écrivain hongrois Zoltán Kőhalmi. La référence figure dans la troisième partie, au chapitre 7.

## Personnalités liées à la localité
Balatonfűzfő est le lieu de naissance du compositeur Attila Bozay (1939–1999), figure importante de la musique contemporaine hongroise, connu notamment pour son travail autour de la cithare traditionnelle (citera) et de la flûte à bec (csőrfuvola). La commune a également vu naître l'actrice Csilla Herczeg (1958–1995), qui s'illustra au théâtre comme à la télévision durant les années 1980. Le peintre Ottó Vágfalvi (1925–2015) a résidé à Balatonfűzfő, où il mena une part significative de son activité artistique.
Une figure spirituelle marquante liée à l'histoire locale est Mária Magdolna Bódi (1921–1945), ouvrière pieuse ayant vécu dans le hameau de Mámapuszta et travaillé à l'usine chimique de Fűzfőgyártelep. Morte en martyre pendant la Seconde Guerre mondiale, elle a été reconnue bienheureuse par l'Église catholique.